# 丰拉夫拉达足球俱乐部
丰拉夫拉达足球俱乐部（Club de Fútbol Fuenlabrada, S.A.D.）是一支位於西班牙馬德里自治區丰拉夫拉达的職業足球會，目前於西班牙皇家足協甲組聯賽角逐。

## 球員
- 袁永誠

## 外部連結
- Official website （页面存档备份，存于） （西班牙文）
- Futbolme team profile （页面存档备份，存于） （西班牙文）